# Fannia antennata
Fannia antennata är en tvåvingeart som beskrevs av Stein 1911. Fannia antennata ingår i släktet Fannia och familjen takdansflugor. Inga underarter finns listade i Catalogue of Life.